# Leucopis kaszabi
Leucopis kaszabi är en tvåvingeart som beskrevs av Tanasijtshuk 1970. Leucopis kaszabi ingår i släktet Leucopis och familjen markflugor. Inga underarter finns listade i Catalogue of Life.